# Sal Si Puedes
Sal Si Puedes är en ort i Mexiko.   Den ligger i kommunen Simojovel och delstaten Chiapas, i den sydöstra delen av landet, 700 km öster om huvudstaden Mexico City. Sal Si Puedes ligger 308 meter över havet och antalet invånare är 166.
Terrängen runt Sal Si Puedes är kuperad åt sydväst, men åt nordost är den bergig. Sal Si Puedes ligger nere i en dal. Runt Sal Si Puedes är det ganska glesbefolkat, med 45 invånare per kvadratkilometer. Närmaste större samhälle är Simojovel de Allende, 14,6 km väster om Sal Si Puedes. I omgivningarna runt Sal Si Puedes växer huvudsakligen savannskog.